# If You Wish Upon Me
If You Wish Upon Me (hangeul : 당신의 소원을 말하면 ; RR : Dangsini Sowoneul Malhamyeon) est une série télévisée sud-coréenne diffusée du 10 août au 29 septembre 2022 sur KBS avec Ji Chang Wook, Sooyoung et Sung Dong Il. La série s'est inspiré de l'association Make a Wish.

## Synopsis
Yoon Gyeo Rye, un homme au passé difficile, se retrouve à effectuer des travaux d'intérêt général dans un centre de soins pour malades en phase terminale où travaille l'infirmière Seo Yeon Joo et du chef de la Team Genre Kang Tae Shik.

## Fiche Technique
- Réalisateur: Kim Yong Wan
- Scénariste: Jo Ryong Soo
- Producteur en chef: Park Gi Ho
- Compositeur: Kim Dong Wuk
- Société de production: Climax Studio / KBS
- Pays d’origine:  Corée du Sud
- Langue originale: coréen
- Genre: Drame, médical, romance
- Durée: 60 minutes
- Budget: 10 milliards ₩

## Distribution

### Acteurs principaux
- Ji Chang Wook: Yoon Gyeo Rye
- Sooyoung: Seo Yeon Joo[1]
- Sung Dong Il: Kang Tae Shik[2]

### Acteurs secondaires

#### Team Genie
- Yang Hee Kyung: Yeom Soon Ja
- Gil Hae Yeon: Choi Deok Ja
- Yoo Soon Woong: Hwang Cha Young
- Jeon Chae Eun: Yoo Seo Jin
- Park Jung Pyo: Mr. Koo[3]
- Shin Joo Hwan: Yang Chi Hoon

#### Du côté de Yoon Gyeo Ree
- Won Ji An: Ha Joon Kyung, a grandi dans le même orphelinat.
- Nam Tae Hoon: Jang Seok Jun, a grandi dans le même orphelinat.
- Park Se Jun: Wang Jin Goo, ami et vétérinaire.

#### Autres
- Park Jin-joo : Im Se Hee, la plus jeune patiente et chanteuse.
- Nam Kyung Joo : Yoon Ki Chun, patient.
- Jung Dong Hwan : M.Yoon, patient.
- Jeon Moo Song : M.Byun, patient.
- Yeo One : Kwak Hyeong Jun: le petit ami de Yoo Seo Jin.
- Park Jung Yeon : Choi Minn Kyung
- Jang Jae Hee : Jae Yeon, petite fille d'une patiente.
- Lee Chul Mu : Ho Yeon, petite fille d'une patiente.

#### Apparences spéciales
- Kim Shin-rok : Hye Jin[4]
- Min Woo Hyuk : Pyo Gyu Tae[5]
- Lee Yoo Mi
- Kim Kyung Hee : Propriétaire du salon de coiffure
- Lee Hyo Bin[6]

### Production
Le 1er septembre 2021, le casting principal a été finalisé. Le tournage a commencé le 27 septembre, Le 07 avril 2022, Sooyoung a annoncé que le tournage était terminé.

## Bande-originale
| Part 1: sortie le 10 août 2022 | Part 1: sortie le 10 août 2022 | Part 1: sortie le 10 août 2022 | Part 1: sortie le 10 août 2022 | Part 1: sortie le 10 août 2022 | Part 1: sortie le 10 août 2022 | Part 1: sortie le 10 août 2022 | Part 1: sortie le 10 août 2022 | Part 1: sortie le 10 août 2022 | Part 1: sortie le 10 août 2022 |
| No                             | Titre                          | Artiste                        | Durée                          |                                |                                |                                |                                |                                |                                |
| ------------------------------ | ------------------------------ | ------------------------------ | ------------------------------ | ------------------------------ | ------------------------------ | ------------------------------ | ------------------------------ | ------------------------------ | ------------------------------ |
| 1.                             | "Loner"                        | Kim Sung-kyu (Infinite)        | 3:39                           |                                |                                |                                |                                |                                |                                |
| 2.                             | "Loner" (Inst.)                |                                | 3:39                           |                                |                                |                                |                                |                                |                                |
| Durée totale: 7:18             |                                |                                |                                |                                |                                |                                |                                |                                |                                |

| Part 2: sortie le 17 août 2022 | Part 2: sortie le 17 août 2022 | Part 2: sortie le 17 août 2022 | Part 2: sortie le 17 août 2022 | Part 2: sortie le 17 août 2022 | Part 2: sortie le 17 août 2022 | Part 2: sortie le 17 août 2022 | Part 2: sortie le 17 août 2022 | Part 2: sortie le 17 août 2022 | Part 2: sortie le 17 août 2022 |
| No                             | Titre                          | Artiste                        | Durée                          |                                |                                |                                |                                |                                |                                |
| ------------------------------ | ------------------------------ | ------------------------------ | ------------------------------ | ------------------------------ | ------------------------------ | ------------------------------ | ------------------------------ | ------------------------------ | ------------------------------ |
| 1.                             | Starlight                      | Soyeon (LABOUM)                | 3:18                           |                                |                                |                                |                                |                                |                                |
| 2.                             | Starlight (Inst.)              |                                | 3:18                           |                                |                                |                                |                                |                                |                                |
| Durée totale: 6:36             |                                |                                |                                |                                |                                |                                |                                |                                |                                |

| Part 3: sortie le 18 août 2022 | Part 3: sortie le 18 août 2022      | Part 3: sortie le 18 août 2022 | Part 3: sortie le 18 août 2022 | Part 3: sortie le 18 août 2022 | Part 3: sortie le 18 août 2022 | Part 3: sortie le 18 août 2022 | Part 3: sortie le 18 août 2022 | Part 3: sortie le 18 août 2022 | Part 3: sortie le 18 août 2022 |
| No                             | Titre                               | Artiste                        | Durée                          |                                |                                |                                |                                |                                |                                |
| ------------------------------ | ----------------------------------- | ------------------------------ | ------------------------------ | ------------------------------ | ------------------------------ | ------------------------------ | ------------------------------ | ------------------------------ | ------------------------------ |
| 1.                             | I Can't Forget You (난, 너를)       | Kim Feel                       | 3:38                           |                                |                                |                                |                                |                                |                                |
| 2.                             | I Can't Forget You (난, 너를 Inst.) |                                | 3:38                           |                                |                                |                                |                                |                                |                                |
| Durée totale: 7:16             |                                     |                                |                                |                                |                                |                                |                                |                                |                                |

| Part 4: sortie le 24 août 2022 | Part 4: sortie le 24 août 2022 | Part 4: sortie le 24 août 2022 | Part 4: sortie le 24 août 2022 | Part 4: sortie le 24 août 2022 | Part 4: sortie le 24 août 2022 | Part 4: sortie le 24 août 2022 | Part 4: sortie le 24 août 2022 | Part 4: sortie le 24 août 2022 | Part 4: sortie le 24 août 2022 |
| No                             | Titre                          | Artiste                        | Durée                          |                                |                                |                                |                                |                                |                                |
| ------------------------------ | ------------------------------ | ------------------------------ | ------------------------------ | ------------------------------ | ------------------------------ | ------------------------------ | ------------------------------ | ------------------------------ | ------------------------------ |
| 1.                             | Young Day (어린 날)            | Lee Ye Joon                    | 4:11                           |                                |                                |                                |                                |                                |                                |
| 2.                             | Young Day (어린 날 Inst.)      |                                | 4:11                           |                                |                                |                                |                                |                                |                                |
| Durée totale: 8:22             |                                |                                |                                |                                |                                |                                |                                |                                |                                |

| Part 5: sortie le 31 août 2022 | Part 5: sortie le 31 août 2022 | Part 5: sortie le 31 août 2022 | Part 5: sortie le 31 août 2022 | Part 5: sortie le 31 août 2022 | Part 5: sortie le 31 août 2022 | Part 5: sortie le 31 août 2022 | Part 5: sortie le 31 août 2022 | Part 5: sortie le 31 août 2022 | Part 5: sortie le 31 août 2022 |
| No                             | Titre                          | Artiste                        | Durée                          |                                |                                |                                |                                |                                |                                |
| ------------------------------ | ------------------------------ | ------------------------------ | ------------------------------ | ------------------------------ | ------------------------------ | ------------------------------ | ------------------------------ | ------------------------------ | ------------------------------ |
| 1.                             | Halo (내일로)                  | Park Jin-joo                   | 2:40                           |                                |                                |                                |                                |                                |                                |
| 2.                             | Halo (내일로 Inst.)            |                                | 2:40                           |                                |                                |                                |                                |                                |                                |
| Durée totale: 5:20             |                                |                                |                                |                                |                                |                                |                                |                                |                                |

| Part 6: sortie le 07 septembre 2022 | Part 6: sortie le 07 septembre 2022         | Part 6: sortie le 07 septembre 2022 | Part 6: sortie le 07 septembre 2022 | Part 6: sortie le 07 septembre 2022 | Part 6: sortie le 07 septembre 2022 | Part 6: sortie le 07 septembre 2022 | Part 6: sortie le 07 septembre 2022 | Part 6: sortie le 07 septembre 2022 | Part 6: sortie le 07 septembre 2022 |
| No                                  | Titre                                       | Artiste                             | Durée                               |                                     |                                     |                                     |                                     |                                     |                                     |
| ----------------------------------- | ------------------------------------------- | ----------------------------------- | ----------------------------------- | ----------------------------------- | ----------------------------------- | ----------------------------------- | ----------------------------------- | ----------------------------------- | ----------------------------------- |
| 1.                                  | I'll Protect You (나의 품에 숨겨줄게)       | Choi Yu Ree                         | 3:54                                |                                     |                                     |                                     |                                     |                                     |                                     |
| 2.                                  | I'll Protect You (나의 품에 숨겨줄게 Inst.) |                                     | 3:54                                |                                     |                                     |                                     |                                     |                                     |                                     |
| Durée totale: 7:48                  |                                             |                                     |                                     |                                     |                                     |                                     |                                     |                                     |                                     |

| Part 7: sortie le 14 septembre 2022 | Part 7: sortie le 14 septembre 2022 | Part 7: sortie le 14 septembre 2022 | Part 7: sortie le 14 septembre 2022 | Part 7: sortie le 14 septembre 2022 | Part 7: sortie le 14 septembre 2022 | Part 7: sortie le 14 septembre 2022 | Part 7: sortie le 14 septembre 2022 | Part 7: sortie le 14 septembre 2022 | Part 7: sortie le 14 septembre 2022 |
| No                                  | Titre                               | Artiste                             | Durée                               |                                     |                                     |                                     |                                     |                                     |                                     |
| ----------------------------------- | ----------------------------------- | ----------------------------------- | ----------------------------------- | ----------------------------------- | ----------------------------------- | ----------------------------------- | ----------------------------------- | ----------------------------------- | ----------------------------------- |
| 1.                                  | Let U Go                            | Suran                               | 4:17                                |                                     |                                     |                                     |                                     |                                     |                                     |
| 2.                                  | Let U Go (Inst.)                    |                                     | 4:17                                |                                     |                                     |                                     |                                     |                                     |                                     |
| Durée totale: 8:34                  |                                     |                                     |                                     |                                     |                                     |                                     |                                     |                                     |                                     |

| Part 8: sortie le 15 septembre 2022 | Part 8: sortie le 15 septembre 2022 | Part 8: sortie le 15 septembre 2022 | Part 8: sortie le 15 septembre 2022 | Part 8: sortie le 15 septembre 2022 | Part 8: sortie le 15 septembre 2022 | Part 8: sortie le 15 septembre 2022 | Part 8: sortie le 15 septembre 2022 | Part 8: sortie le 15 septembre 2022 | Part 8: sortie le 15 septembre 2022 |
| No                                  | Titre                               | Artiste                             | Durée                               |                                     |                                     |                                     |                                     |                                     |                                     |
| ----------------------------------- | ----------------------------------- | ----------------------------------- | ----------------------------------- | ----------------------------------- | ----------------------------------- | ----------------------------------- | ----------------------------------- | ----------------------------------- | ----------------------------------- |
| 1.                                  | To My Star (나의 별에게)            | Sooyoung                            | 3:48                                |                                     |                                     |                                     |                                     |                                     |                                     |
| 2.                                  | To My Star (나의 별에게 Inst.)      |                                     | 3:48                                |                                     |                                     |                                     |                                     |                                     |                                     |
| Durée totale: 7:36                  |                                     |                                     |                                     |                                     |                                     |                                     |                                     |                                     |                                     |

| Part 9: sortie le 22 septembre 2022 | Part 9: sortie le 22 septembre 2022 | Part 9: sortie le 22 septembre 2022 | Part 9: sortie le 22 septembre 2022 | Part 9: sortie le 22 septembre 2022 | Part 9: sortie le 22 septembre 2022 | Part 9: sortie le 22 septembre 2022 | Part 9: sortie le 22 septembre 2022 | Part 9: sortie le 22 septembre 2022 | Part 9: sortie le 22 septembre 2022 |
| No                                  | Titre                               | Artiste                             | Durée                               |                                     |                                     |                                     |                                     |                                     |                                     |
| ----------------------------------- | ----------------------------------- | ----------------------------------- | ----------------------------------- | ----------------------------------- | ----------------------------------- | ----------------------------------- | ----------------------------------- | ----------------------------------- | ----------------------------------- |
| 1.                                  | You and Me (너와 나 사이)           | Taeyeon                             | 3:22                                |                                     |                                     |                                     |                                     |                                     |                                     |
| 2.                                  | You and Me (너와 나 사이 Inst.)     |                                     | 3:22                                |                                     |                                     |                                     |                                     |                                     |                                     |
| Durée totale: 6:44                  |                                     |                                     |                                     |                                     |                                     |                                     |                                     |                                     |                                     |

## Prix et nomination
| Année | Cérémonie        | Catégorie                             | Nommée       | Résultat   |
| ----- | ---------------- | ------------------------------------- | ------------ | ---------- |
| 2022  | KBS Drama Awards | Meilleur acteur dans un second rôle   | Sung Dong Il | Lauréat    |
| 2022  | KBS Drama Awards | Meilleure actrice dans un second rôle | Won Ji An    | Nomination |